# Ciro Ferri

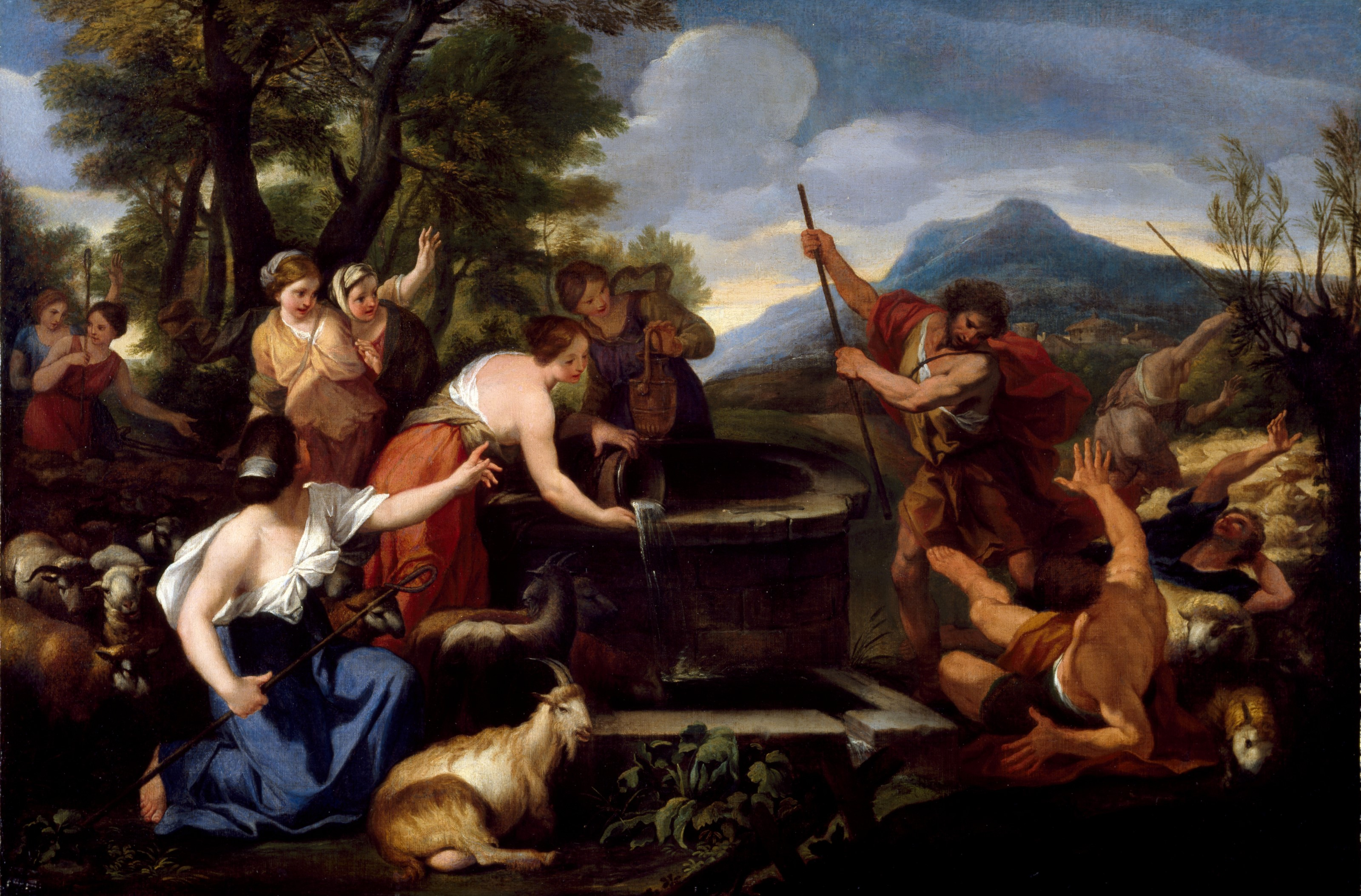
Ciro Ferri: Moses und die Töchter Jitros, Öl auf Leinwand, Museum of Fine Arts, Houston (Texas)

Ciro Ferri (* 3. September 1633 in Rom; † 13. September 1689 ebenda) war ein italienischer Maler, Zeichner, Bildhauer und Architekt.
Ferri war Schüler von Pietro da Cortona und vollendete nach dem Weggang seines Meisters aus Florenz dessen Fresken im Palazzo Pitti. Später kehrte er nach Rom zurück, wo er als Maler und Architekt tätig war. Dort starb er 1689.
Seine Manier ist der des Cortona verwandt; rundliche Typen, ausgewogene Farbengebung und eine verwegene Hand charakterisieren ihn. Später werden klassizistische Tendenzen stärker, vielleicht unter dem Einfluss Carlo Marattas.
Sein umfangreichstes Werk sind die biblischen Darstellungen in der Kirche Santa Maria Maggiore in Bergamo. Außerdem sind der Heilige Maurus in Sant’Ambrogio della Massima und die Kuppelmalereien in Sant’Agnese zu Rom erwähnenswert, die Corbellini nach Ferris Tod vollendete.

## Bildergalerie

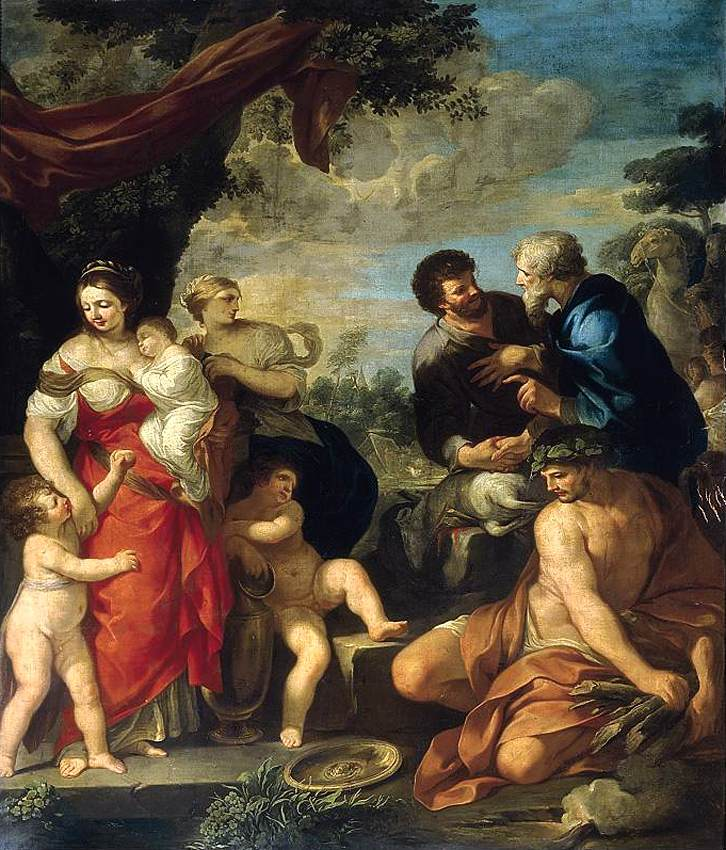
Die Versöhnung von Jakob und Laban (Kopie nach Pietro da Cortona !), Öl auf Leinwand, 201 × 168 cm, Privatsammlung
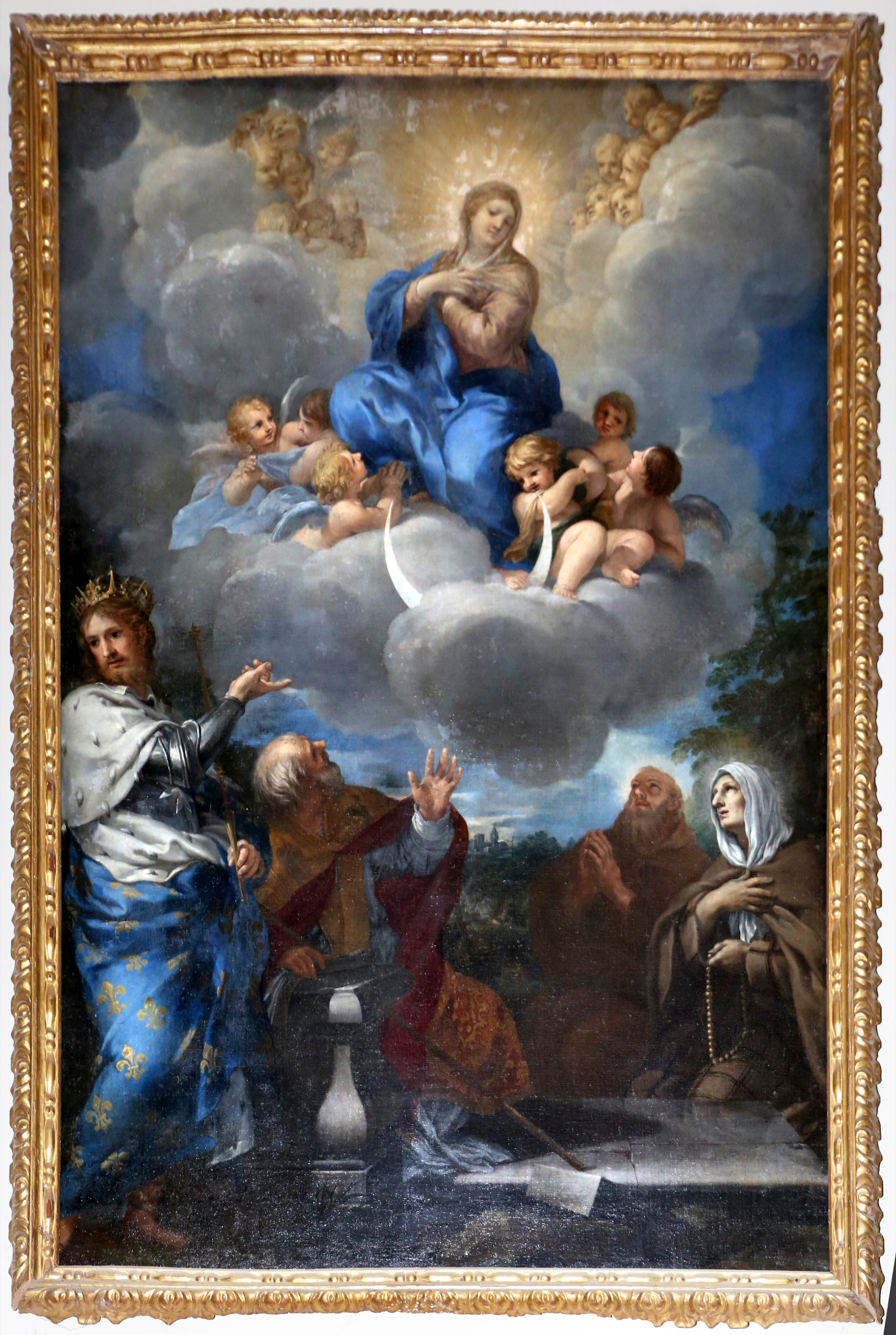
Madonna mit den Hl. Luigi, Ludovico, Margherita da Cortona und dem seligen Guido, 1657, San Francesco (Rom?)
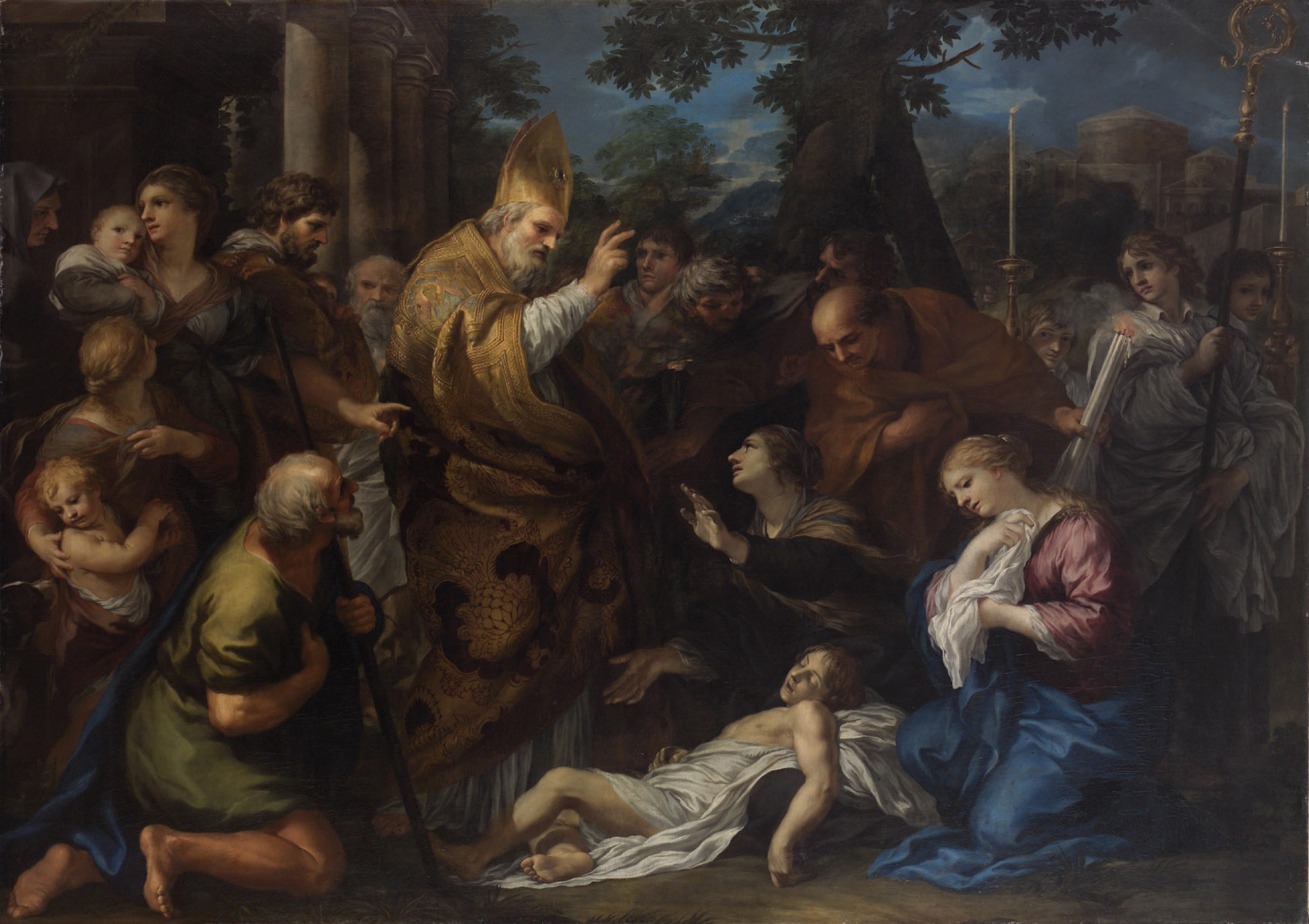
Ciro Ferri: Wunder des Hl. Martin von Tours, Öl auf Leinwand, 224 × 314 cm, Kunsthistorisches Museum, Wien
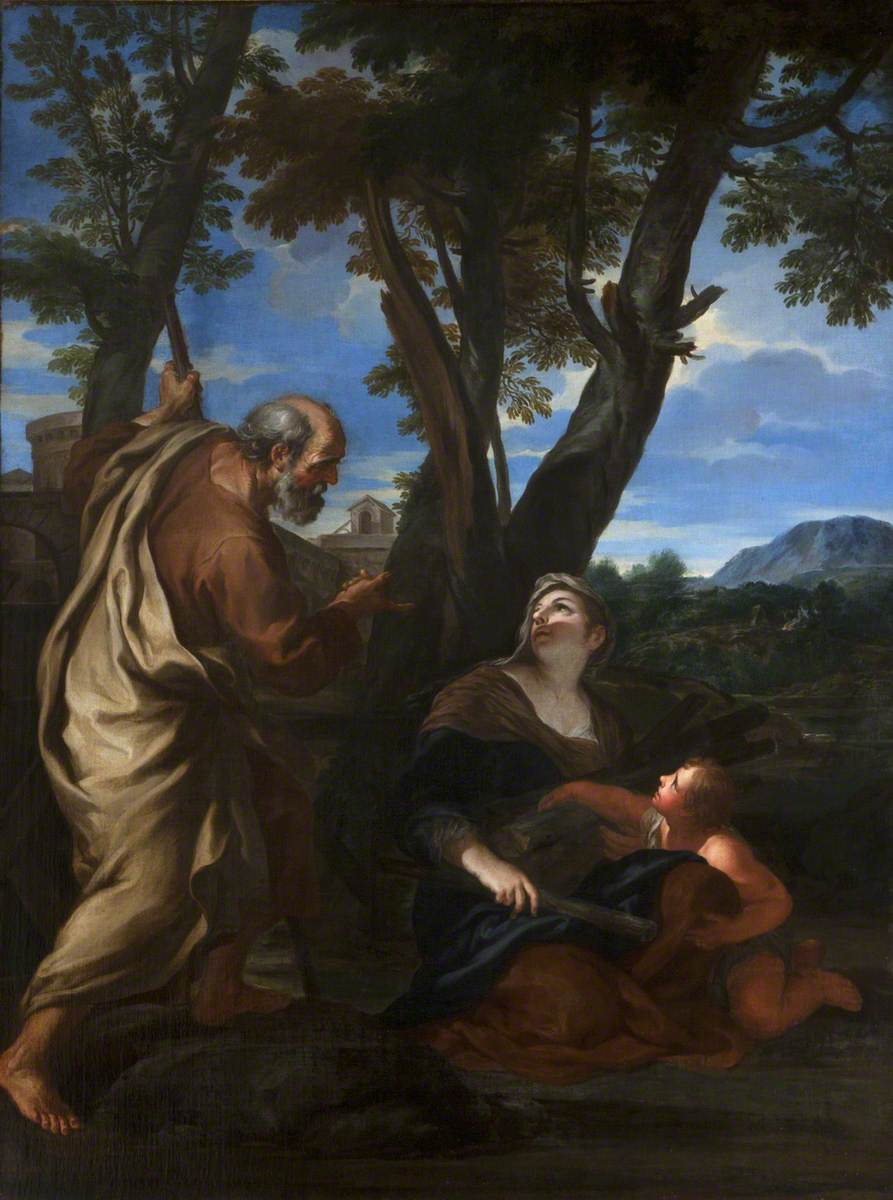
Elias und die Witwe von Serepta (Zarephath), Öl auf Leinwand, 130,8 × 97,8 cm, National Trust
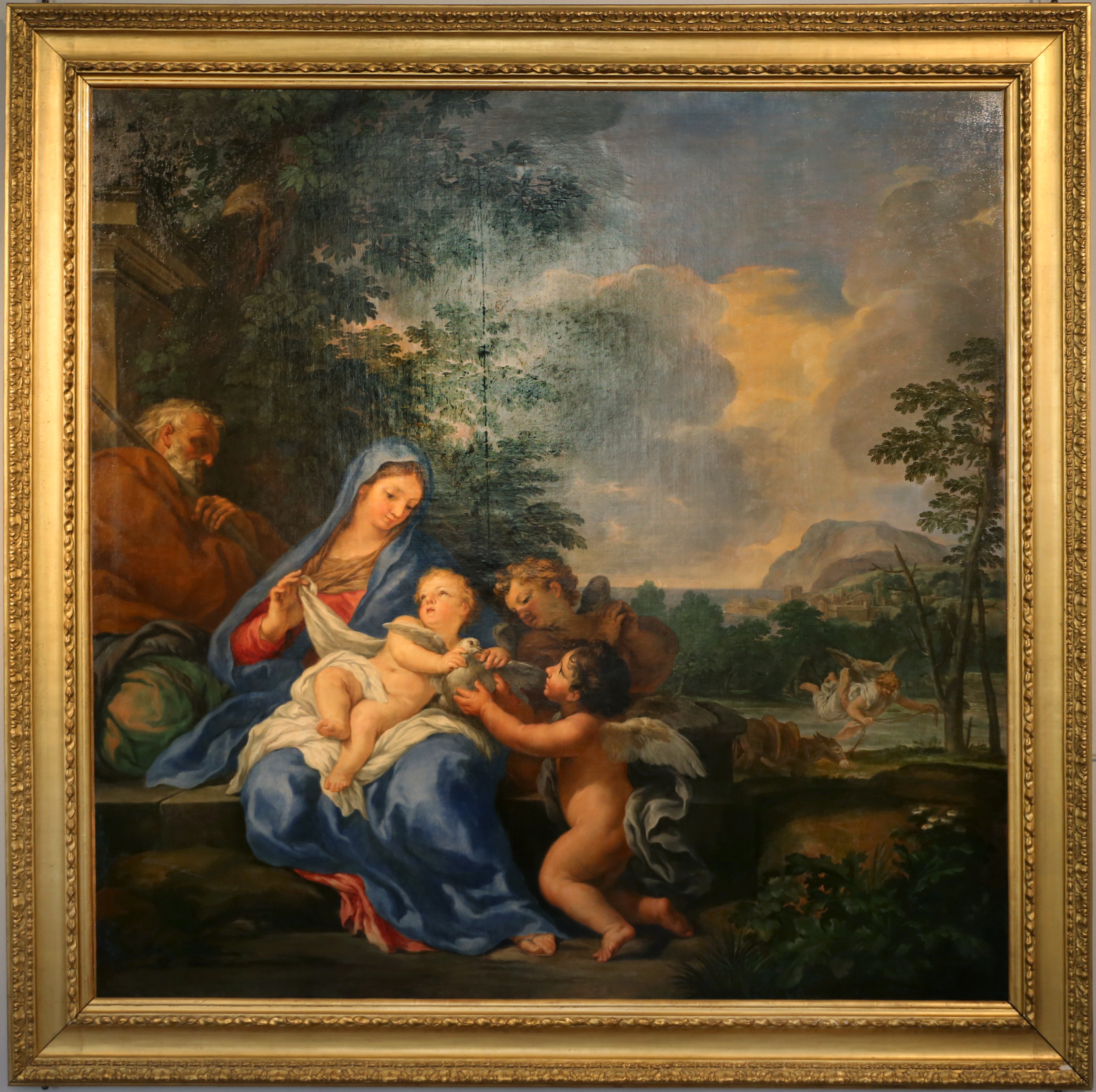
Ruhe auf der Flucht nach Ägypten, Musée Fesch, Ajaccio (Korsika)